# Earle Williams
Pour les articles homonymes, voir Williams.
Earle Williams  né Earle Rafael Williams, le 28 février 1880 à Sacramento (Californie), et mort le 25 avril 1927 à Los Angeles, est un acteur américain du cinéma muet.

## Biographie
Earle Williams est un acteur de premier plan, romantique et élégant, d'abord employé dans des drames et des films d'action muets chez Vitagraph, souvent partenaire d'Anita Stewart. Élu star américaine number one en 1915, et un des meilleurs au box-office , Williams enchaîne ensuite les succès chez Paramount, jusqu'à sa mort à l'âge de quarante-sept ans, consécutive à une pneumonie.
Il possède une étoile sur le Hollywood Walk of Fame, au 1560, Vine Street ; il est inhumé au Forest Lawn Memorial Park à Glendale (Californie).

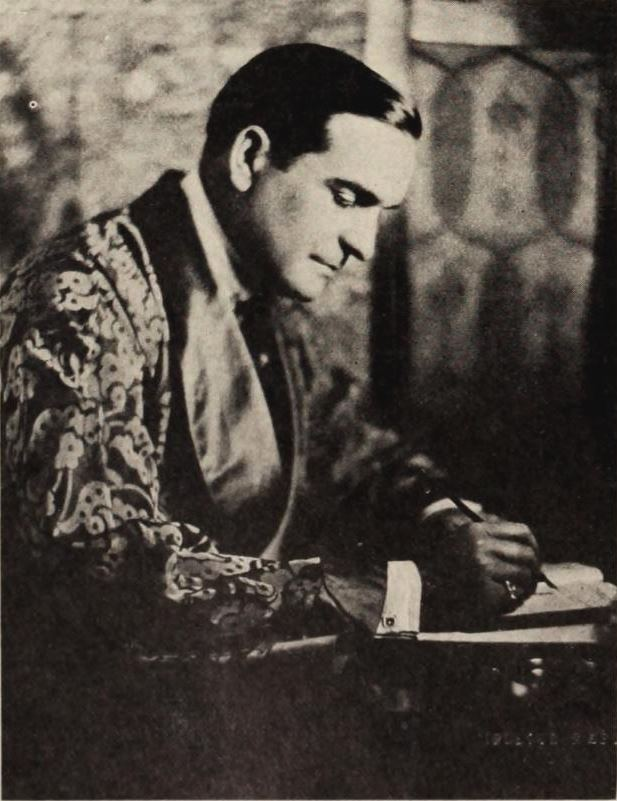
Pour Exhibitors Herald (1920).

## Filmographie partielle
- 1910 : Uncle Tom's Cabin de James Stuart Blackton
- 1914 : The Christian de Frederick A. Thomson
- 1916 : The Scarlet Runner de Wally Van et William P. S. Earle : Christopher Race
- 1917 : Arsene Lupin, de Paul Scardon : Arsène Lupin
- 1918 : The Girl in His House de Thomas R. Mills : James Armitage
- 1919 : Le destin nous mène (A Gentleman of Quality'') de James Young : John Ashton / Lord John Hartford
- 1919 : When a Man Loves de Chester Bennett : John Howard Bannister
- 1919 : Un coup de feu... Deux balles! (The Black Gate) de Theodore Marston : Shaler Spencer
- 1919 : Two Women de Ralph Ince : John Leighton
- 1921 : The Silver Car de David Smith
- 1922 : The Man from Downing Street de Edward José : Capitaine Robert Kent
- 1923 : Les Deux Gosses (Jealous Husbands) de Maurice Tourneur : Ramón Martínez
- 1923 : L'Éternel Combat (The Eternal Struggle) de Reginald Barker : Sergent Neil Tempest
- 1923 : Face au devoir (Masters of Men) de David Smith : Lieutenant Breen
- 1925 : Lena Rivers de Whitman Bennett : Henry Rivers Graham
- 1925 : The Ancient Mariner de Chester Bennett et Henry Otto : Victor Brandt
- 1925 : The Adventurous Sex de Charles Giblyn : l'aventurier
- 1926 : You'd Be Surprised de Arthur Rosson
- 1927 : Say It with Diamonds de Arthur Gregor et Jack Nelson : Horace Howard